# Кубок націй Палестини

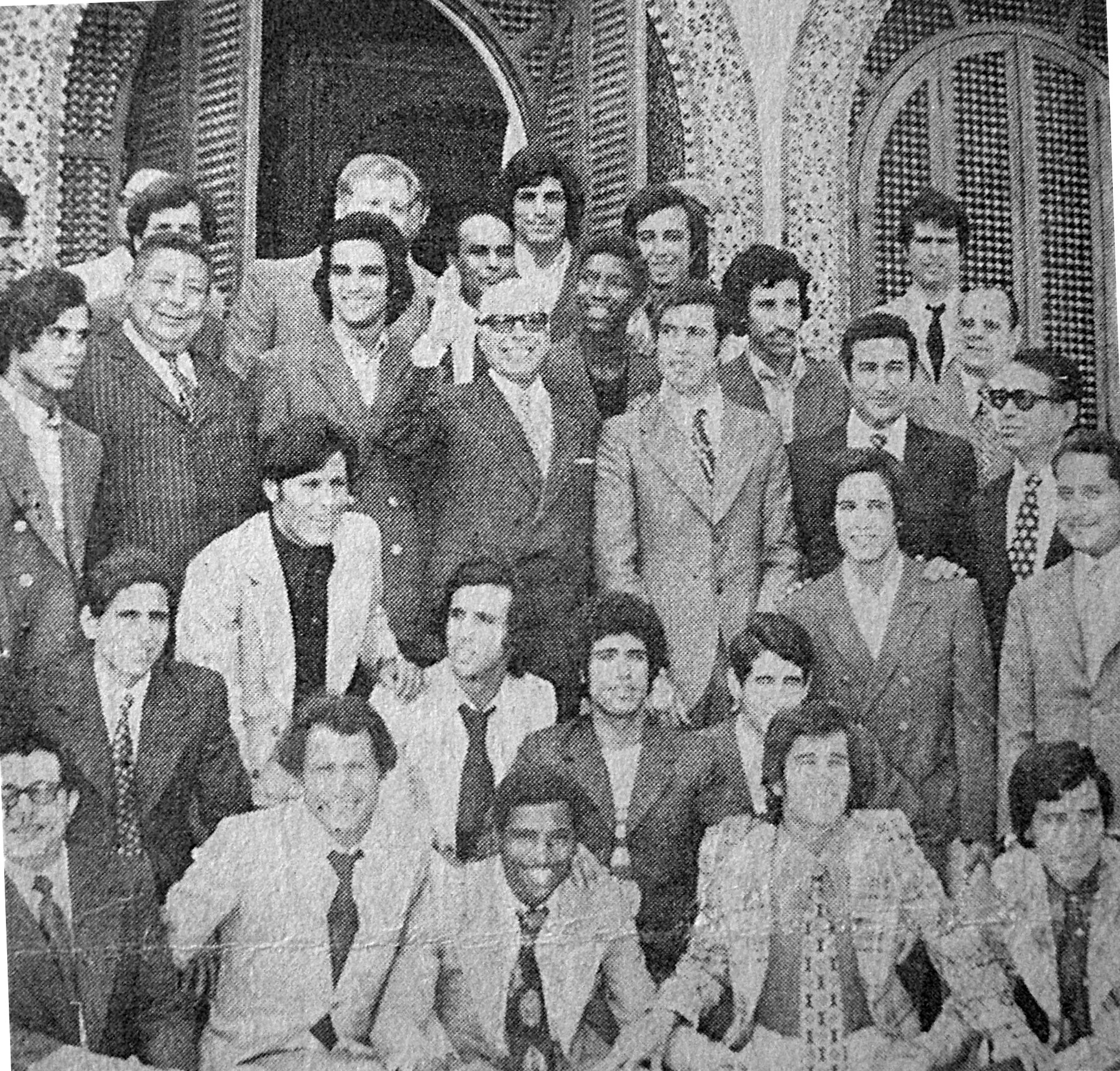
Збірна Тунісу та президент країни Хабіб Бурґіба після перемоги на турнірі 1973 року.

Кубок націй Палестини (араб. كأس فلسطين للأمم‎) — колишній футбольний турнір, в якому брали участь збірні з арабських країн Африки і Азії, які входили до УАФА. 

## Історія
Кубок вперше було розіграно 1972 року і він став заміною Кубку арабських націй, який перестав проводитись з 1966 року. Першим переможцем новоствореного турніру стала збірну Єгипту, яка у фіналі здолала господаря змагань Ірак.
В наступні два роки пройшло ще по одному розіграшу, в яких переможцем стали збірні Тунісу і вдруге Єгипту відповідно. 
Четвертий турнір, який планувався в Саудівській Аравії в 1977 році, не відбувся, і Кубок націй Палестини припинив існування. А вже з 1985 року знову став проводитись Кубок арабських націй, організатори якого, втім, не визнали Кубок націй Палестини як частину своїх змагань.
Також з 1983 року став проводитись Молодіжний кубок націй Палестини.

## Фінали
| 1972 Деталі | Ірак              | Єгипет    | 3 – 1      | Ірак      | Алжир     | 3 – 1              | Сирія     |
| 1973 Деталі | Лівія             | Туніс     | 4 – 0      | Сирія     | Алжир     | 0 – 0 (3 – 0) пен. | Ірак      |
| 1975 Деталі | Туніс             | Єгипет    | 1 – 0 д.ч. | Ірак      | Судан     | 1 – 0              | Сирія     |
| 1977        | Саудівська Аравія | Скасовано | Скасовано  | Скасовано | Скасовано | Скасовано          | Скасовано |

## Призери
| Збірна | Перемог        | 2 місць        | 3 місць        | 4 місць        |
| ------ | -------------- | -------------- | -------------- | -------------- |
| Єгипет | 2 (1972, 1975) | -              | -              | -              |
| Туніс  | 1 (1973)       | -              | -              | -              |
| Ірак   | -              | 2 (1972, 1975) | -              | 1 (1973)       |
| Сирія  | -              | 1 (1973)       | -              | 2 (1972, 1975) |
| Алжир  | -              | -              | 2 (1972, 1973) | -              |
| Судан  | -              | -              | 1 (1975)       | -              |

## Зведена таблиця
| М  | Збірна            | Участей | І  | В | Н | П | ГЗ | ГП | РГ  | О  |
| -- | ----------------- | ------- | -- | - | - | - | -- | -- | --- | -- |
| 1  | Єгипет            | 3       | 13 | 9 | 2 | 2 | 29 | 10 | +19 | 29 |
| 2  | Сирія             | 3       | 16 | 9 | 1 | 6 | 31 | 28 | +3  | 28 |
| 3  | Ірак              | 3       | 15 | 7 | 5 | 3 | 25 | 10 | +15 | 26 |
| 4  | Алжир             | 2       | 12 | 7 | 3 | 2 | 32 | 7  | +25 | 24 |
| 5  | Туніс             | 2       | 8  | 7 | 1 | 0 | 23 | 4  | +19 | 14 |
| 6  | Судан             | 1       | 4  | 2 | 1 | 1 | 3  | 3  | 0   | 7  |
| 7  | Південний Ємен    | 2       | 8  | 2 | 1 | 5 | 6  | 34 | -28 | 7  |
| 8  | Лівія             | 3       | 9  | 1 | 3 | 5 | 17 | 15 | +2  | 6  |
| 9  | Йорданія          | 3       | 10 | 2 | 1 | 7 | 13 | 24 | -11 | 4  |
| 10 | Кувейт            | 1       | 3  | 1 | 0 | 2 | 4  | 7  | -3  | 3  |
| 11 | Ємен              | 1       | 2  | 1 | 0 | 1 | 1  | 5  | -4  | 3  |
| 12 | ОАЕ               | 2       | 6  | 0 | 2 | 4 | 3  | 15 | -12 | 2  |
| 13 | Саудівська Аравія | 1       | 2  | 0 | 0 | 2 | 1  | 3  | -2  | 0  |
| 14 | Катар             | 1       | 4  | 0 | 0 | 4 | 5  | 15 | -10 | 0  |
| 15 | Північний Ємен    | 1       | 4  | 0 | 0 | 4 | 2  | 15 | -13 | 0  |

- Результати двох матчів турніру 1973 року невідомі ( ОАЕ— Південний Ємен та  Палестина— Північний Ємен